# Артозеев, Георгий Сергеевич
Гео́ргий Серге́евич Артозе́ев (укр. Георгій Сергійович Артозєєв; 17 октября 1911 — 17 ноября 1999) — участник партизанской борьбы на Украине в годы Великой Отечественной войны, командир партизанского отряда, Герой Советского Союза (4.01.1944).

## Биография
Родился 17 октября 1911 года в селе Машево ныне Семёновского района Черниговской области в крестьянской семье. Украинец.
До 17 лет жил в родном селе, а затем уехал на работу в Донбасс. Работал на шахте и одновременно учился в горной школе. За пять лет из коногона вырос до начальника смены.
В 1932 году призван в ряды Красной Армии. Окончил школу лётчиков-истребителей и курсы инструкторов-парашютистов. В 1935 году, после демобилизации из армии, приехал на работу в родной край. Сначала был на комсомольской работе, затем по рекомендации райкома комсомола перешёл в Семёновский, а потом Добрянский отделы НКВД Черниговской области оперуполномоченным, где и работал до начала Великой Отечественной войны. Член ВКП(б)/КПСС с 1940 года.
В августе 1941 года по решению Черниговского обкома партии в Добрянском районе был организован партизанский отряд, в состав которого вошёл Г. С. Артозеев. 18 августа 1941 года отряд углубился в лес. Уже в первых боях с немецкими войсками отличился смелостью и бесстрашием. Позже (после уничтожения Добрянского партизанского отряда (с этого случая начинается его книга "Партизанская быль")) с небольшой группой партизан он присоединился к Черниговскому партизанскому отряду под командованием Алексея Фёдоровича Фёдорова, где был назначен командиром разведывательного взвода. Лично уничтожил 102 немца.
В феврале 1942 года Г. С. Артозеева перевели в минёры, и он стал командиром взвода диверсионной группы партизанского соединения под командованием А. Ф. Фёдорова. За год боевой деятельности диверсионной группы Г. С. Артозеев лично подорвал 7 вражеских эшелонов и один бронепоезд.
В марте 1943 года партизанское соединение под командованием А. Ф. Фёдорова вышло в рейд на правый берег Днепра. В Черниговской области осталась часть отрядов под командованием Николая Никитича Попудренко, затем вошедших в Черниговское соединение партизанских отрядов. По приказу командира соединения Г. С. Артозеев с группой 15 человек был направлен в Новгород-Северский и Семёновский районы для организации партизанского отряда. За полмесяца Г. С. Артозеев организовал партизанский отряд имени Чапаева, в котором уже в июне 1943 года было около двухсот бойцов. Основной задачей отряда была организация диверсий на железных дорогах.
В результате успешных действий партизан железнодорожная линия Новозыбков — Новгород-Северский была частично парализована. Только за май и июнь 1943 года тут было подорвано 23 эшелона врага. Минёры отряда взорвали мосты на прилегавших к железной дороге грунтовых дорогах и нарушили связь между Новгород-Северским и Стародубом.
Немецкие войска любой ценой старались возобновить движение. С этой целью в село Ивановка, расположенное вблизи места диверсии, было направлено 170 солдат жандармерии и полиции. Чтобы не дать возможности отстроить мосты, Г. С. Артозеев с тридцатью автоматчиками окружил место дислокации вражеского гарнизона. Стремительной атакой партизаны в течение получаса уничтожили гарнизон. Было убито и ранено 55 гитлеровцев, 12 сдались в плен, остальные разбежались. Отряд захватил 4 пулемёта, обоз боеприпасами и амуницией.
В июне 1943 года отряд имени Чапаева влился в партизанское соединение под командованием Н. Н. Попудренко. По приказу Украинского штаба партизанского движения соединение должно было идти в рейд за Днепр. Г. С. Артозеев был назначен командиром вновь сформированной бригады из восьми отрядов. Но бригада не успела перейти Днепр. Под ударами Красной Армии немецкие войска оставили Черниговщину. Бригада Г. С. Артозеева вместе с частями Красной Армии пошла в наступление.
Указом Президиума Верховного Совета СССР «О присвоении звания Героя Советского Союза украинским партизанам» от 4 января 1944 года за «образцовое выполнение заданий командования в борьбе против немецко-фашистских захватчиков, проявленные при этом мужество и героизм и за особые заслуги в развитии партизанского движения на Украине» удостоен звания Героя Советского Союза с вручением ордена Ленина и медали «Золотая Звезда» (№ 2882).
С 1944 года Г. С. Артозеев находился на партийной работе. В 1945 году окончил Республиканские партийные курсы при ЦК КП(б)У, в 1947 году — Днепропетровскую партийную школу. С 1956 года Г. С. Артозеев — заместитель директора Запорожского алюминиевого завода имени Кирова.
Жил в городе Запорожье (Украина). Умер 17 ноября 1999 года.

## Награды
- Орден Ленина
- Орден Красного Знамени
- Орден Отечественной войны I степени
- Орден Отечественной войны II степени
- Медали

## Память
- Похоронен в Запорожье на Капустяном кладбище.